# Francesco Farnese
Francesco Farnese (Parma, 19 maggio 1678 – Piacenza, 26 febbraio 1727) è stato il settimo duca di Parma e Piacenza dal 12 dicembre 1694 fino alla sua morte. Grazie alla sua opera i Farnese rientrarono a pieno titolo nel centro della grande politica.

## Biografia

### Prime esperienze di governo

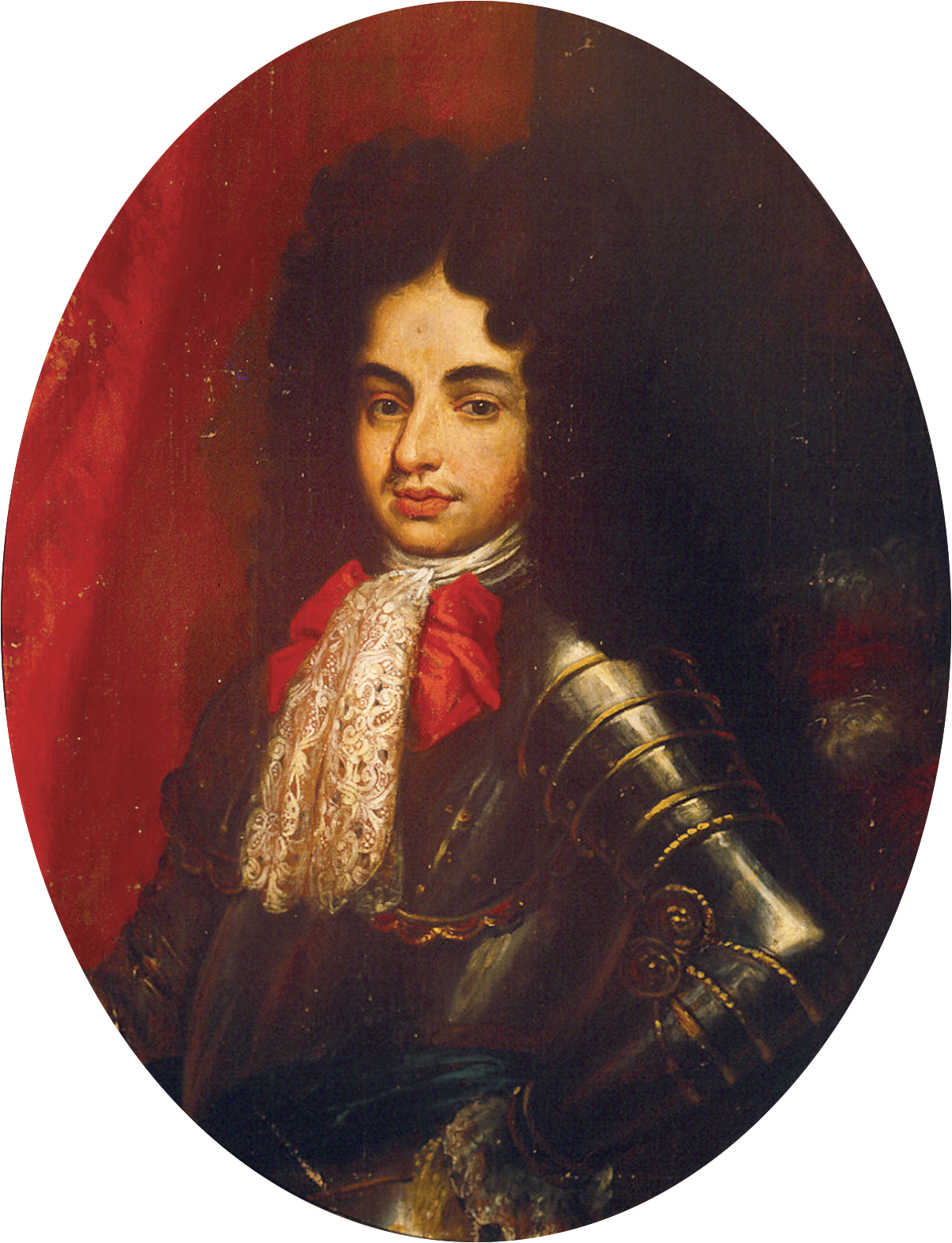
Francesco ritratto in giovane età

Francesco era figlio di Ranuccio II Farnese e di Maria d'Este. Successe al padre nel governo del Ducato di Parma e Piacenza a soli 16 anni nel dicembre 1694. Era timido e balbuziente, ma dotato di un'intelligenza vivace e della spregiudicatezza politica di tutti i grandi della famiglia.
Nel maggio del 1695 ricevette il giuramento delle città di Parma e Piacenza e, a sua volta, mandò una delegazione a Roma per rinnovare il giuramento al Papa, che lo confermò nella carica di Gonfaloniere di Santa Romana Chiesa.
La situazione finanziaria del ducato era però disastrosa. Per cercare di sanarla, Francesco tagliò tutte le spese inutili della corte licenziando gran parte della servitù, dei musici, dei buffoni e nani. Abolì inoltre, spettacoli, feste di corte e banchetti.
Ad aggravare ancora di più la situazione c'erano anche le clausole del Trattato di Torino e del Trattato di Vigevano del 1696 che costringevano il ducato al mantenimento delle truppe tedesche acquartierate nelle sue piazzeforti.
Il primo banco di prova diplomatico in cui si cimentò il duca fu la Conferenza di Ryswyck del 1697, alla quale inviò il marchese Pier Maria Dalla Rosa con l'incarico di perorare ancora una volta la causa del ducato di Castro. Ma le potenze non vollero occuparsi del problema, che ritenevano troppo locale, e l'emissario del duca poté partecipare solo marginalmente alla conferenza.

### Matrimonio

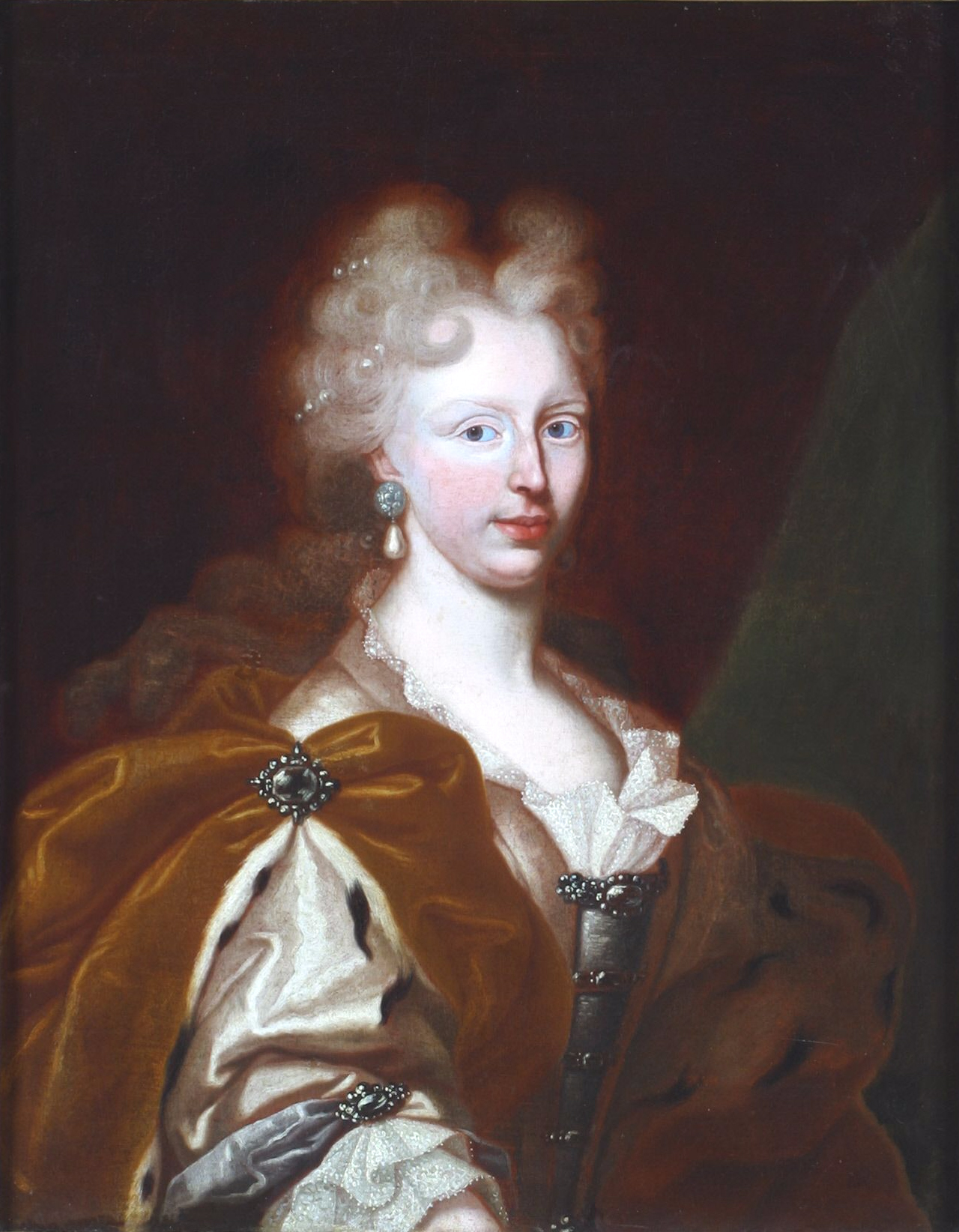
Dorotea Sofia di Neuburg ritratta da Giovanni Maria delle Piane nel XVIII secolo, Stadtmuseum, Düsseldorf

Il 7 settembre 1696, per non restituire la dote e restare legato alla Casa d'Asburgo, sposò la vedova di Odoardo II, Dorotea Sofia di Neuburg.

### Sacro Militare Ordine Costantiniano di S. Giorgio
Nel gennaio 1698 Francesco, per aumentare il lustro della famiglia, sollecitò la cessione in suo favore del Gran Magistero del Sacro Militare Ordine Costantiniano di S. Giorgio, che era detenuto da Don Giovanni Andrea Angelo Flavio Commeno, principe di Macedonia, conte di Drivasto e Durazzo. Il trapasso fu ratificato con il breve apostolico "Sincerae fidei" del 24 ottobre da papa Innocenzo XII.
L'investitura del nuovo Gran Maestro avvenne solennemente nel 1700 nella chiesa di Santa Maria della Steccata a Parma, che da allora divenne sede dell'Ordine.

### Guerra di successione spagnola

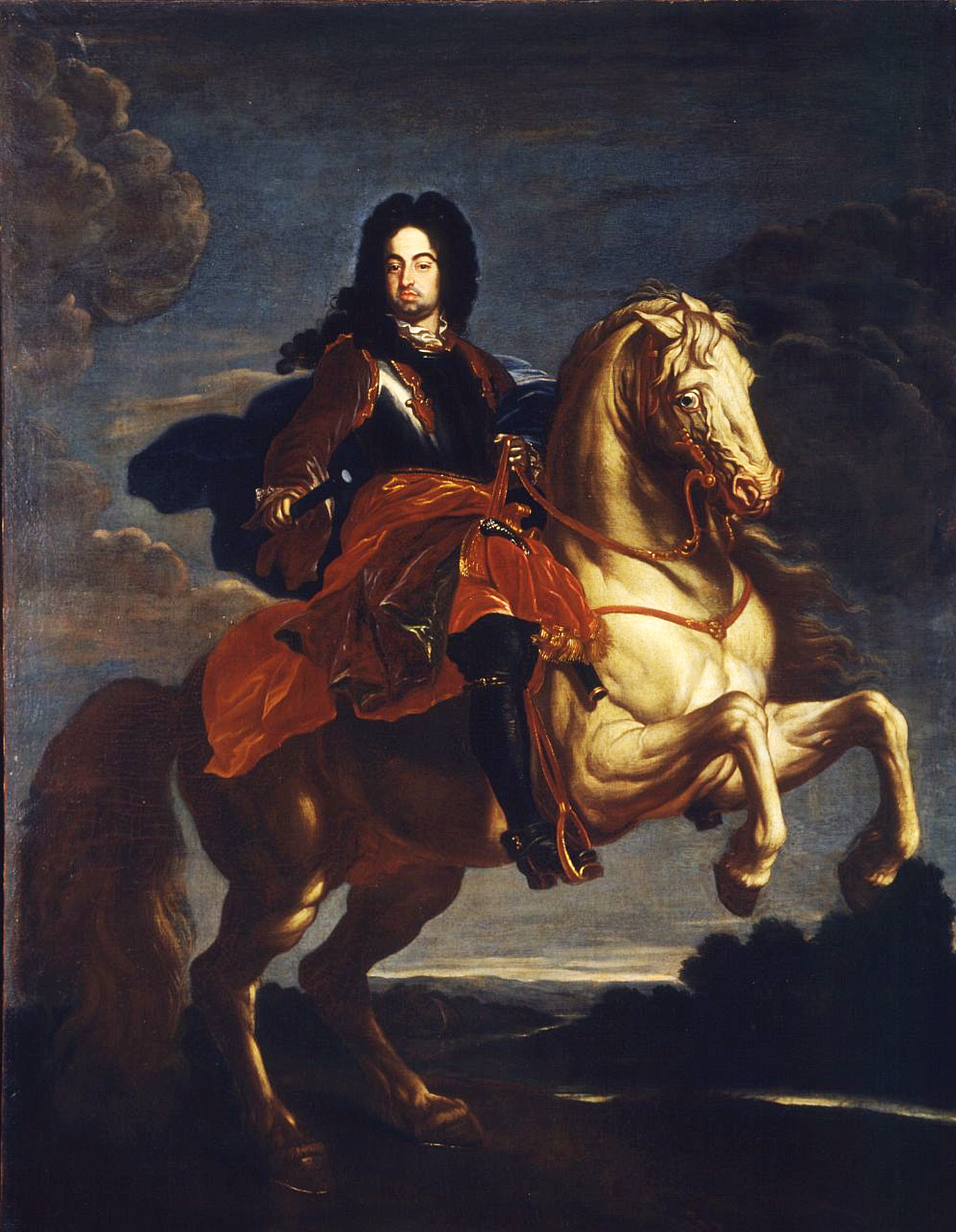
Ritratto equestre di Francesco Farnese, duca di Parma e Piacenza
Giovanni Maria delle Piane, Galleria nazionale di Parma (1707)

Alla morte di Carlo II di Spagna nel 1700, si pose il problema della sua successione. Questo portò alla guerra di successione spagnola. Naturalmente lo scontro si svolse anche in Italia e più precisamente nei territori del ducato. Il Duca dovette preparare alcuni contingenti militari e chiese l'aiuto concreto della Chiesa. Il papa però non voleva esporsi nei confronti di nessuno dei belligeranti e considerando il ducato come un territorio di sua influenza, consigliò la neutralità e chiese che fossero issati i suoi stendardi sulle città ducali.
In questa situazione Francesco decise di seguire i consigli del Papa e riuscì a mantenersi equidistante dalle parti, cercando di avere risarcimenti, mai riscossi, per le occupazioni tedesche e al contempo ossequiando il comandante delle truppe franco-spagnole, Luigi Giuseppe di Borbone-Vendôme che era giunto in Italia. Quando questi ritornò in Francia, nel 1706, volle con sé Giulio Alberoni, il presbitero del ducato, che fin dal 1702 era stato l'emissario del duca Farnese presso l'esercito francese. In quegli anni l'Alberoni aveva sempre difeso la sua terra e continuò a farlo anche restando al servizio della Francia e della Spagna.
Nonostante il ritiro francese, le truppe imperiali continuarono a essere acquartierate nei territori ducali a spese del Duca che, il 14 dicembre 1706, dovette obbligarsi a pagare ben 140.000 fiorini per il mantenimento delle truppe del principe Eugenio di Savoia. La Santa Sede vietò al Duca di pagare, ma questi, in quella situazione, non poté fare altro.
Nel 1709 l'Imperatore gli impose l'investitura delle sue città come feudi imperiali. Francesco non accettò mai questa situazione, che cambiò nel 1711 con la morte dell'Imperatore, a cui successe Carlo d'Asburgo, che lasciò il trono spagnolo a Filippo V.

### Alleanza con la Spagna
Morto il Duca di Vendôme, il cardinale Alberoni venne nominato rappresentante del Duca di Parma a Madrid e creato Conte. Nel quadro della politica europea, ormai le potenze cercavano un ridimensionamento dell'Impero a favore della Spagna e in questa ottica si inserirono anche i Farnese che, presenti alla Pace di Utrecht del 1713 tornarono a rivendicare inutilmente Castro e Ronciglione.
Tuttavia, l'Italia fu sacrificata sull'altare austriaco.
Essendo morta la moglie di Filippo V, l'Alberoni, coadiuvato dalla Principessa des Ursins, una Orsini francese, convinse il Re spagnolo a sposare Elisabetta Farnese, figliastra e nipote del Duca. Elisabetta era figlia di Dorotea Sofia e di Odoardo II.
Forte, ormai, dell'appoggio spagnolo, il Duca iniziò una politica fortemente antiaustriaca, da cui nacquero le sfortunate imprese spagnole di Sardegna e di Sicilia, che portarono alla cacciata dell'Alberoni.
Nel 1717, il Duca partecipò alla guerra veneziana contro i turchi mandando un Reggimento Costantiniano in Dalmazia. Il reggimento combatté valorosamente fino alla fine della guerra.
Le maggiori preoccupazioni di Francesco, tuttavia, erano la sua mancanza di eredi e la riluttanza al matrimonio del fratello Antonio, per cui, dopo la Pace dell'Aia, e con il Trattato di Londra del 1718, nominò suo erede Carlo, figlio di Elisabetta e Filippo V, successione osteggiata sia dal Papa sia dall'Imperatore.

### Morte

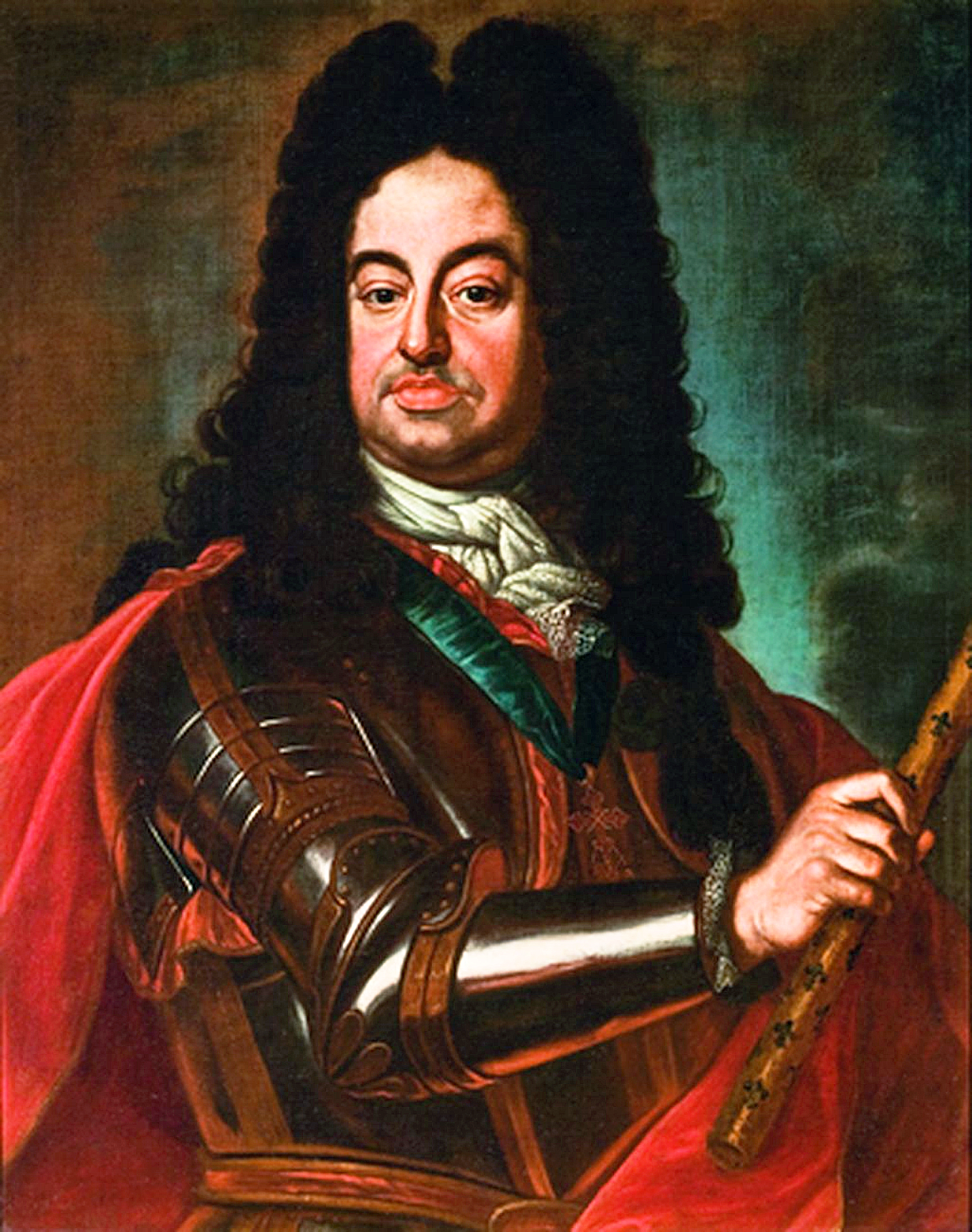
Il duca Farnese ritratto da Giuseppe Gorla pochi anni prima della sua morte

Per consolidare il fronte antiaustriaco, la diplomazia farnesiana, cercò di ricomporre il disaccordo tra Francia e Spagna, ma prima di riuscire a compiere l'opera, fu sorpreso dalla morte. Era il 26 febbraio 1727. Il duca era morto a causa della malattia ereditaria della famiglia: la pinguedine.
Il duca Francesco Farnese non ebbe discendenti. Alla sua morte il ducato passò al fratello Antonio.

### Bilancio del suo regno
Il suo fu un regno illuminato. Cercò la pace a tutti i costi, limitò le spese della corte per non gravare di tasse il suo popolo, favorì l'annona e distribuì più equamente il carico fiscale.
Costruì un'opera idraulica per difendere la città di Piacenza dall'erosione del Po.
Favorì l'ampliamento dell'Università di Parma e del Collegio dei Nobili, incoraggiando lo studio del diritto pubblico, della storia, delle lingue e della geografia. Protesse, inoltre, artisti, letterati, musicisti e drammaturghi.
Nel 1712 diede il via ai lavori di ristrutturazione della rocca di Colorno, terminati nel 1730.

## Ascendenza
|                       |                    |                           | Genitori                        |  |  | Nonni |  |  | Bisnonni           |  |  | Trisnonni          |  |
|                       |                    |                           |                                 |  |  |       |  |  | Ranuccio I Farnese |  |  | Alessandro Farnese |  |
|                       |                    |                           |                                 |  |  |       |  |  | Ranuccio I Farnese |  |  | Alessandro Farnese |  |
|                       |                    | Maria d'Aviz              |                                 |  |  |       |  |  | Ranuccio I Farnese |  |  |                    |  |
| Odoardo I Farnese     |                    |                           |                                 |  |  |       |  |  | Ranuccio I Farnese |  |  |                    |  |
|                       |                    | Margherita Aldobrandini   | Giovanni Francesco Aldobrandini |  |  |       |  |  |                    |  |  |                    |  |
|                       |                    | Margherita Aldobrandini   | Giovanni Francesco Aldobrandini |  |  |       |  |  |                    |  |  |                    |  |
|                       |                    | Margherita Aldobrandini   | Olimpia Aldobrandini            |  |  |       |  |  |                    |  |  |                    |  |
| Ranuccio II Farnese   |                    | Margherita Aldobrandini   |                                 |  |  |       |  |  |                    |  |  |                    |  |
|                       |                    | Cosimo II de' Medici      | Ferdinando I de' Medici         |  |  |       |  |  |                    |  |  |                    |  |
|                       |                    | Cosimo II de' Medici      | Ferdinando I de' Medici         |  |  |       |  |  |                    |  |  |                    |  |
|                       |                    | Cosimo II de' Medici      | Cristina di Lorena              |  |  |       |  |  |                    |  |  |                    |  |
| Margherita de' Medici |                    | Cosimo II de' Medici      |                                 |  |  |       |  |  |                    |  |  |                    |  |
|                       |                    | Maria Maddalena d'Austria | Carlo II d'Austria              |  |  |       |  |  |                    |  |  |                    |  |
|                       |                    | Maria Maddalena d'Austria | Carlo II d'Austria              |  |  |       |  |  |                    |  |  |                    |  |
|                       |                    | Maria Maddalena d'Austria | Maria Anna di Wittelsbach       |  |  |       |  |  |                    |  |  |                    |  |
| Francesco Farnese     |                    | Maria Maddalena d'Austria |                                 |  |  |       |  |  |                    |  |  |                    |  |
|                       | Alfonso III d'Este | Cesare d'Este             |                                 |  |  |       |  |  |                    |  |  |                    |  |
|                       | Alfonso III d'Este | Cesare d'Este             |                                 |  |  |       |  |  |                    |  |  |                    |  |
|                       | Alfonso III d'Este | Virginia de' Medici       |                                 |  |  |       |  |  |                    |  |  |                    |  |
| Francesco I d'Este    | Alfonso III d'Este |                           |                                 |  |  |       |  |  |                    |  |  |                    |  |
|                       |                    | Isabella di Savoia        | Carlo Emanuele I di Savoia      |  |  |       |  |  |                    |  |  |                    |  |
|                       |                    | Isabella di Savoia        | Carlo Emanuele I di Savoia      |  |  |       |  |  |                    |  |  |                    |  |
|                       |                    | Isabella di Savoia        | Caterina Michela d'Asburgo      |  |  |       |  |  |                    |  |  |                    |  |
| Maria d'Este          |                    | Isabella di Savoia        |                                 |  |  |       |  |  |                    |  |  |                    |  |
|                       |                    | Ranuccio I Farnese        | Alessandro Farnese              |  |  |       |  |  |                    |  |  |                    |  |
|                       |                    | Ranuccio I Farnese        | Alessandro Farnese              |  |  |       |  |  |                    |  |  |                    |  |
|                       |                    | Ranuccio I Farnese        | Maria d'Aviz                    |  |  |       |  |  |                    |  |  |                    |  |
| Maria Farnese         |                    | Ranuccio I Farnese        |                                 |  |  |       |  |  |                    |  |  |                    |  |
|                       |                    | Margherita Aldobrandini   | Giovanni Francesco Aldobrandini |  |  |       |  |  |                    |  |  |                    |  |
|                       |                    | Margherita Aldobrandini   | Giovanni Francesco Aldobrandini |  |  |       |  |  |                    |  |  |                    |  |
|                       |                    | Margherita Aldobrandini   | Olimpia Aldobrandini            |  |  |       |  |  |                    |  |  |                    |  |
|                       |                    | Margherita Aldobrandini   |                                 |  |  |       |  |  |                    |  |  |                    |  |